# هایپر کامیوکنده

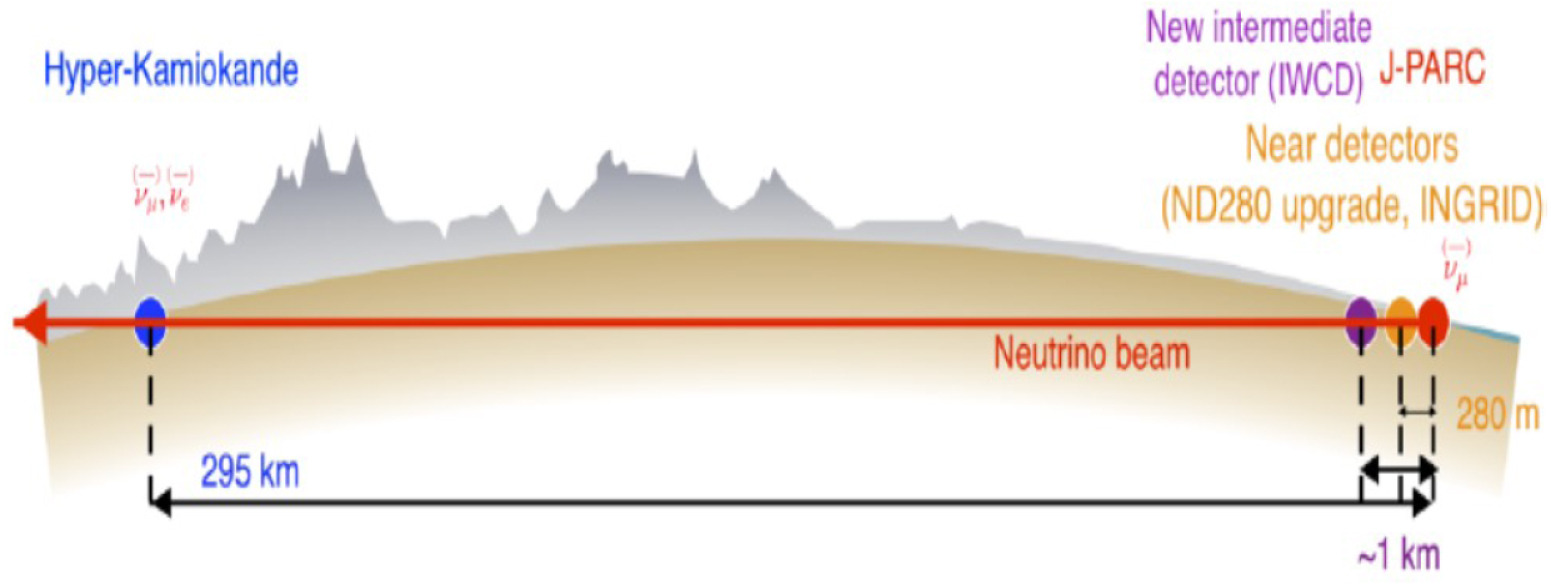
Hyper-Kamiokande experiment overview

هایپر کامیوکنده (انگلیسی: Hyper-Kamiokande) (که با نام Hyper-K یا HK نیز نامیده می‌شود) یک مرکز رصدگری و آزمایش نوترینو در دست ساخت در هیدا، گیفو و در توکای، ایباراکی در ژاپن است. این توسط دانشگاه توکیو و سازمان تحقیقات شتاب‌دهنده انرژی بالا (KEK) با همکاری مؤسسه‌هایی از بیش از ۲۰ کشور در شش قاره انجام می‌شود.[ این مرکز به عنوان جانشین آزمایش‌های سوپر کامیوکنده (همچنین Super-K یا SK) و T2K، برای جستجوی واپاشی پروتون و شناسایی نوترینوها از منابع طبیعی مانند زمین، جو، خورشید و کیهان برای مطالعه نوسانات نوترینو پرتو نوترینوی شتاب‌دهنده ساخته دست بشر، طراحی شده است.
مرکز آزمایش هایپر کامیوکنده در دو مکان قرار خواهد گرفت:
- پرتو نوترینو در مجتمع شتاب‌دهنده J-PARC (36.445 درجه شمالی ۱۴۰٫۶۰۶ درجه شرقی) تولید می‌شود و توسط مجموعه آشکارسازهای نزدیک و میانی واقع در روستای توکای، استان ایباراکی، در ساحل شرقی ژاپن مطالعه می‌شود.[۳]: 6, 20–28 : ۳۱
- آشکارساز اصلی که هایپر کامیوکنده (HK) نیز نامیده می‌شود، در زیر قله کوه Nijuugo در شهر هیدا، استان گیفو، در کوه‌های آلپ ژاپن (۳۶°۲۱'۲۰٫۱۰۵″ شمالی ۱۳۷°18'49.137" E[۳] ساخته می‌شود.